# アーティング
株式会社アーティング（arting co., Ltd.）は、かつて存在した日本のソフトウェア会社である。

## 概要
1997年5月12日に福岡市で設立され、当初は宝石などアクセサリー類の販売を行っていた。
2003年に競馬予想投資ソフト「リーディングジョッキー」を発売。全国各地に拠点を置き、積極的な営業活動を展開。後に本社を東京都港区に移転する。
2008年1月6日、平成19年度をもって業務を停止すると発表。事実上の倒産となった。

## リーディングジョッキー
「リーディングジョッキー」は競馬での資産運用を目的としたソフトで、価格は126万円と高額ながら2年で4,000本を売り上げた。その後「リーディングジョッキーNEO」（84万円）、「リーディングジョッキーLIBERO」（52万5千円）が発売され、シリーズで合計6,000本が販売されたとされる。しかし、その用途から購入者との間に様々なトラブルが発生していた。
アーティングが倒産後も、同社は『これまでに販売したソフトを、これからも使い続ける事が出来るように対処する』とサイト上で発表していたが、2010年1月4日をもってソフトを制御する為のメインサーバーが停止し、使用不能になった。

## スポンサー活動
2005年と2006年に「arting RACING TEAM with IMPUL」としてフォーミュラ・ニッポンに参戦した。
その他に全日本プロレスのスポンサーを務めたこともあった。

## 書籍
- Arrival Point 〜本山哲とアーティング、一年目の到達点〜 （2006年1月、日刊現代） - 著者:前田利幸、長嶋浩巳